# Brunhilde Pomsel
Brunhilde Pomsel (ur. 11 stycznia 1911 w Berlinie, zm. 27 stycznia 2017 w Monachium) – niemiecka stenotypistka.

## Biografia
Z zawodu była stenotypistką. W 1942 roku, podczas II wojny światowej, podjęła pracę w sekretariacie nazisty Josepha Goebbelsa, a po jego i Magdy Goebbels samobójstwie, oraz wcześniejszym zamordowaniu przez nich sześciorga ich dzieci, trafiła na 5 lat do sowieckiego więzienia. Po wojnie pracowała jako sekretarka w pierwszym niemieckim programie w telewizji publicznej ARD. Ostatnie lata życia spędziła w domu spokojnej starości, gdzie zmarła mając 106 lat.
Pod koniec życia wystąpiła w filmie dokumentalnym „Niemiecki życiorys” („Ein deutsches Leben”), w którym opowiada o swoich losach w czasie drugiej wojny światowej.